# Éltes Mátyás
Éltes Mátyás (Győrszentiván, 1873. február 26. – Budapest, 1936. október 17.) magyar pedagógus és gyógypedagógus.
„Lelkes, kitűnő szervező, kiváló pedagógus, eredményes kutató. Korának egyik legszélesebb látókörű, modern, művelt, alkotó gyógypedagógusa.”

## Életpályája
Édesapja juhász volt. Éltes Mátyás négy testvérével nevelkedett. Eredetileg papi pályára készült. Gimnáziumi tanulmányokat Győrben folytatott. Egyik rokonának köszönhetően sikerült kijutnia Grazba, ahol teológiát tanult. Nemsokára hazajött, és Győrben szerzett (1893-ban) tanítói diplomát. Ezt követően öt éven át a Dunántúlon tanítóskodott. 1902-ben külföldi tanulmányútja után gyógypedagógiai tanári diplomát szerzett.
Éltes Mátyás a gyógypedagógia történeti személyiségeinek sorában az egyik legjelentősebb. Hazai szakmai körökben korán ismertté vált. Nevét Közép- és Nyugat-Európában is megismerték és magyar gyógypedagógiai munkássága is jelentős elismerést hozott számára.

## Munkássága

### Kiemelkedőgyógypedagógiaiterületei

#### Intelligenciamérés
Ranschburg iskolájának egyik neves tagja, a Binet-Simon-féle intelligenciateszt első magyar képviselője és alkalmazója volt.
Éltes Mátyás lefordította az A. Binet és Th. Simon intelligenciamérő eljárását. Erről először 1914-ben a Magyar Gyermektanulmányi Társaság kísérleti szakosztályában számolt be, majd a Magyar Pszichológiai Társaság 1915 évi ülésén székfoglalójában ismertette a gyermeki intelligencia vizsgálatának részletes eredményeit. Mielőtt a gyenge tehetségű gyermekeknél diagnosztikus célra is alkalmazta ezt a módszert, előbb 3-16 éves elemi iskolás (342 fő) és 7-17 éves kisegítő iskolás (170 fő) gyermekeken próbálta ki. Később még több száz vizsgálattal egészítette ki adatait, és a „magyar gyermeki lélek sajátosságaihoz” alkalmazva a tesztet módosította, a hazai viszonyokra adaptálta. Éltes Mátyás nem esett az intelligenciateszt bűvöletébe. Azt vallotta, hogy sokféle vizsgálat alapján, a környezettel összefüggésben csak a szemlélt egész személyiség figyelembevételével szabad dönteni a gyermek beiskolázásáról.

#### Kisegítő iskola
A gyógypedagógiai iskola egyik típusa, az alsó fokú oktatási intézményrendszer része.
A gyógypedagógia történetében elsőként számon tartott önálló, klasszikus kisegítő iskola 1867-ben létesült Drezdában.
Magyarországon a kisegítő iskoláztatás a fejlettebb nyugat- és észak európai országokhoz viszonyítva megkésve, a 20. század fordulóján, 1898-ban kezdődik meg, amikor a Képezhető Hülyék és Gyengeelméjűek Alkotás utcai nevelő és tanintézetében Berkes (Berinza) János igazgató és Káplán Gyula vezetésével, ideiglenes jelleggel, három, külön tanterv szerint haladó kisegítő, ún. externátusi osztályt indít. Az anyaintézetben az ideiglenes jelleggel működő osztályok száma évről évre emelkedik, de közülük egy, 1900 októberében a Kazinczy utcai elemi iskolában nyílik meg, mint a Budapesten létesítendő első önálló kisegítő iskola induló osztálya. Az 1904/05. tanévtől már az Éltes Mátyás által vezetett „Budapesti Állami Kisegítő Iskola” értesítője tudósít. Ekkor azonban még a Festetich utcai siketnémák iskolájában albérlő a már önállósult kisegítő iskola. Hat osztályra fejlesztve, önálló épületben 1907-ben kezdi meg működését a később fogalommá vált Mosonyi utcai Kisegítő Iskola.
A kisegítő iskola létrehozásának előkészítésében részt vevő neves szakemberek: Lendvay Benő, Szenes Adolf, Schere István, Roboz József, Kelemen Ignác, Éltes (Ellenbach) Mátyás, Berkes (Berinza) János, Skultéty Lajos és Káplán Gyula.
- Története

1. A 20. századfordulói felgyorsult fejlődés nagy várakozásokkal tölti el az érdekelteket, azt remélik, hogy a kisegítő iskoláztatás elterjed és hamarosan országos kisegítő iskola- hálózat alakul ki. Általában minden 20.000 lakosra terveznek egy 6 osztályos kisegítő iskolát és állást foglalnak arról is, hogy milyen megoldások lehetségesek a kisebb közösségek számára. Azonban már a század első évtizedében csalódottság érzékelhető. Mindössze 5 kisegítő iskola létesül vidéken (Csongrád, Eger, Szatmár 1907; Debrecen és Kecskemét 1908.) Budapesten a Mosonyi utcai kisegítő iskola egyedüli marad.
2. A kisegítő iskoláztatás következő nagyon mozgalmas, később szintén szárnyaszegett szakasza a 20. század harmadik évtizede. A Tanácsköztársaság idején kimondják a fogyatékosok tankötelezettségét, valamint azt is, hogy minden 20.000-nél magasabb lélekszámú városban azonnal kisegítő iskolákat kell létesíteni. Ebben az időszakban számos kisegítő iskola létesül az országban. Teljes beiskolázásról azonban nem beszélhetünk, attól függetlenül, hogy az 1921. évi XXX. tc. a fogyatékosokra is kiterjeszti a tankötelezettséget. A csalódottságot fokozza a fővárosban, hogy elsősorban gazdasági, továbbá szociálpolitikai és pedagógiai meggondolásokból kisegítő iskola (osztály)-stopot rendelnek el. A kisegítő iskolák (osztályok) helyett kis létszámú osztályok szervezésére kerül sor.
3. A kisegítő iskoláztatás harmadik nagy felfutási szakasza az 1950-es évek közepén kezdődött. Közel 100 újonnan létesített és új, vagy régi, de újjáépült, kibővített kisegítő iskola és közel 1000 kisegítő osztály – ma általános iskola és osztály- szerveződött az enyhe fokban sérült értelmi fogyatékosok iskoláztatása szolgálatára. Mindez fokozatosan, az 1960-as és az 1970-es években felgyorsultan ment végbe. A kisegítő iskola elnevezés az 1985. évi I. számú oktatási törvény alapján megszűnt, elsősorban az érintettek megbélyegzésének elkerülése céljából. Ma minden korábbi kisegítő iskola az általános iskola elnevezést viseli.

#### Gyógypedagógiai jelentősége
Az értelmi fogyatékosok gyógypedagógiájának alapjait tette le. Ezen a területen tantervelméleti, neveléselméleti, didaktikai és módszertani kutatásokat végzett.
Éltes Mátyást a gyógypedagógusok ma is nagyra értékelik. Több intézmény vette fel nevét. A Magyar Gyógypedagógusok Egyesülete javaslatára a Művelődési és Közoktatási Minisztérium 1992-ben Éltes Mátyás-díjat alapított a kiemelkedő gyógypedagógiai munka elismeréséül, melyet minden évben a Magyar Kultúra Napján, január 22-én 5 személy kaphat meg.

### Gyógypedagógiai munkája

#### Gyógypedagógiai munkásságának első szakasza
Éltes Mátyás akkor kapcsolódott a gyógypedagógiai munkába, mikor a hazai kisegítő iskolákban megkezdődött a differenciálódási folyamat.
1898 őszén a Képezhető Hülyék és Gyengeelméjűek Budapesti Országos (magyar királyi) Nevelő- és Tanintézetéhez tanárgyakornokká nevezték ki.
Önvallomása szerint szándéka ellenére történt ez a döntés:
„Már a fogadtatás is elég érdekes volt. Alig, hogy beléptem, az izgatottabbak felém futottak, ugráltak, kiabáltak s „új bácsi”, „új tanár” szavakkal üdvözöltek; egyik-másik hamarosan kifürkészte a zsebeimet is. A flegmatikusok között volt egy-kettő, akiknek már semmiképpen sem tetszettem; ezek elfordultak tőlem s mivel beszélni nem szeretnek mindenféle jelekkel, kézmozdulatokkal stb. igyekeztek tudtomra adni, hogy mehetek, ahonnét jöttem. Sőt volt egy, aki még az ajtót is kinyitotta, és megmutatta, hogy merre van az út kifelé.”
Tanfolyamon, - mely az értelmi fogyatékosok oktatását élethivatásul választó elemi iskolai tanítók kiképzésére hivatott- oklevelet szerzett: „Hülyék és gyengeelméjűek oktatására képesítő oklevél”. (Mint életrajzánál fent jeleztük, 1902-ben gyógypedagógiai tanítói diplomát szerzett.)
- Tanítómesterei: Szenes Adolf, Roboz József, Berkes (Berinza) János

1. Szenes: 1895-ben párhuzamos osztályok felállítását javasolta a népiskolákban a gyenge-tehetségűek számára; értelmi fogyatékosok tankötelezettségének kimondását sürgeti.
2. Roboz: 1898-ban a gyenge-tehetségűek oktatásának megoldása érdekében memorandumot küldött a kultuszminiszternek javaslatokkal, költségvetési tervvel.
3. Berinza: 1898-ban a Képezhető Hülyék és Gyengeelméjűek Budapesti Intézetében kísérletképpen osztályokat szervez ún. externátusi osztályokat. 1904-től Budapesti Állami Kisegítő Iskola vezetője.

#### Gyógypedagógiai munkásságának második (alkotó) szakasza
Éltes Mátyás (közmegítélés szerint) a századfordulóra már rendelkezett mindazzal a tudással, amit az értelmi fogyatékosokról és nevelésükről a századfordulón tudni lehetett.
Ekkor már kapcsolatba került olyan nagy nevekkel, mint Ranschburg Pál, Sarbó Artúr, Vértes O. József, Nagy László. Tapasztalatokkal a háta mögött és az új hatások, melyek munkássága során érték, teljesen megváltoztatták szemléletmódját.
Megismerkedett a kibontakozó, modern pszichológiai és pedagógiai irányzatokkal. Édouard Claparède, Dewey, Decroly, Descoeudres, Maria Montessori, Rossolimo, Kascsenko műveit is tanulmányozta.
Új eljárásokkal, elvekkel ismerkedett meg az értelmi fogyatékosok nevelése, oktatása terén, új lehetőségek tárultak fel előtte.
Vizsgálati eredményei a hazai értelmi fogyatékosok nevelés- és oktatásügye szervezeti és tartalmi munkájának megreformálására indították. Reformjavaslatokat tett, azonban ezeket nem tudta megvalósítani.
Az 1920-as, 1930-as években sikerül Éltesnek a legtöbbet nyújtania. Kísérletei színhelye a Mosonyi utcai állami kisegítő iskola, ahol munkatársaival sok új javaslatot vált valóra. Különösen értékesek Éltes módszertani kutatásai, tantárgy-pedagógiai kísérletei, pl. globális olvasás-írás tanítási kísérletei.

#### Éltes utolsó évei
A felkutatott, megismert adatok birtokában azt feltételezik, hogy Éltes utolsó éveiben összefoglaló munka megírásához kezdett. 1928-ban készült, házilag sokszorosított, „kéziratnak tekinthető” 82 lap terjedelmű munkáját a későbbi években feltehetően bővítette, majd alaposan átdolgozta.
Sajnálatos módon kéziratos hagyatéka nagyrészt megsemmisült.
A 30-as években Éltes hallatlanul sokat dolgozott, még egy nagyobb lélegzetű munka megírásához is hozzákezdett, de tapasztalatait, összegyűlt vizsgálati, kutatási adatait, az általa vezetett módszertani kísérleteknek részletes feldolgozását csak halála előtt egy évvel, nyugalomba vonulása után 1935-ben kezdhette meg.

### Főbb művei
1. A gyengeelméjűek világából (1902.)
2. Közérdekű tudnivalók a gyengetehetségű gyermekek oktatására szolgáló kisegítő iskolákról (1905.) → tartalmazza az első kisegítő iskolai tantervet

## Összefoglalás
Igazgatói munkája mellett, a Gyógypedagógiai Tanárképző Főiskola tanára, a Gyógypedagógiai Tanácsadó vezetője, a Magyar Gyógypedagógia című folyóirat főszerkesztője, a Magyar Gyógypedagógiai Társaság egyik kiemelkedő tagja, a Magyar Gyermektanulmányi Társaság és a Gyermek című folyóirat aktív munkatársa, a Magyar Paedagogiai Társaság tagja, konferenciák, szakmai tanácskozások szervezője, az értelmi fogyatékosság ügyének fáradhatatlan szószólója.